# ميخائيل يونغ (مصمم صناعي)
ميخائيل يونغ (بالإنجليزية: Michael Young)‏ هو مصمم صناعي بريطاني، ولد في 23 أغسطس 1966 في City of Sunderland ‏ في المملكة المتحدة.